# Інститут соціального страхування

Логотип Інституту соціального страхування Греції

Інститут соціального страхування (грец. Ίδρυμα Κοινωνικών Ασφαλίσεων, IKA) був найбільшою в Греції організацією соціального забезпечення. Його бенефіціарами було 5 530 000 членів працевлаштованого грецького населення та 830 000 пенсіонерів . Він був створений у 1934 році першим керівником Панайотисом Канеллопулосом. У Греції поширений міф про те, що він був створений режимом Метаксас (1936-1941), проте його функція почалася лише в 1937 році.
Він підтримував власні підрозділи з охорони здоров'я до 2012 року, поки вони не були поглинені EOPYY.
1 січня 2017 року Інститут соціального страхування поглинула  EFKA — організація, в якій представлені різні фонди соціального страхування.